# パトリック・ベリュー (初代ベリュー男爵)
初代ベリュー男爵パトリック・ベリュー（英語: Patrick Bellew, 1st Baron Bellew PC (Ire)、1798年1月29日 ロンドン – 1866年12月10日 バーミーズ）は、イギリスの政治家、アイルランド貴族。ホイッグ党に所属し、庶民院議員（在任：1831年 – 1832年、1834年 – 1837年）を務めた。

## 生涯
第6代準男爵サー・エドワード・ベリューと妻メアリー・アン（Mary Anne、旧姓ストレンジ（Strange）、1837年5月14日没、リチャード・ストレンジの娘）の息子として、1798年1月29日にロンドンで生まれた。
父はカトリックであり、ベリューは1826年イギリス総選挙で父とともにカトリック協会の候補を支持した。1827年3月15日に父が死去すると、準男爵位を継承した。父はラウス県の治安判事を30年以上務めた同県の有力者だったが、ベリューはカトリック協会への支持により、1827年6月に治安判事への任命を熱烈なプロテスタントだったアイルランド大法官初代マナーズ男爵トマス・マナーズ＝サットンに阻止された。この行動はカトリック協会を結成したダニエル・オコンネルの批判を受けたほか、ホイッグ党のダンキャノン子爵ジョン・ポンソンビーが治安判事の辞任を検討したほどであり、プロテスタントの間でもマナーズ男爵が譲歩すべきとする声があった。マナーズ男爵は同年に引退したが、後任となったサー・アンソニー・ハートもベリューの任命を拒否して世論を沸騰させ、『ドロヘダ・ジャーナル』紙（Drogheda Journal）は1828年4月に「アイルランドの治安判事の半分が同じ協会に加入しているので、彼らの名前にも取り消し線を引くべき」（解任すべき）としてハートを批判した。
ベリュー自身は1828年から1829年にかけて数度大陸ヨーロッパを旅した後、1831年にラウス県長官を務めた。同年の解散総選挙に出馬するために県長官を辞任し、ラウス選挙区に第1回選挙法改正の支持者として出馬を表明した。初代プランケット男爵ウィリアム・プランケットによれば、ベリューの立候補はグレイ伯爵内閣の要請を受けた行動だった。その後、候補を一本化するための会合を経て、5月16日に立候補を取り下げた。
同年8月の補欠選挙で再び出馬した。アイルランド主席政務官のエドワード・スミス＝スタンリー閣下はベリューでは対立候補に勝てないと考えて、ほかの候補者を探したが、実際にはベリューが無投票で当選した。1度目の議員期では演説の記録はなく、採決で公約通り選挙法改正を支持した。
アイルランド総督の初代アングルシー侯爵ヘンリー・パジェットはベリューが1800年合同法の廃止を公約しなかったとの確証を得て、1831年12月9日にベリューをラウス統監に任命した。以降ベリューは1866年に死去するまで統監を務めた。しかし、ベリューは1832年イギリス総選挙で合同法廃止の公約を拒否して支持を失い、立候補取り下げを余儀なくされた。代わりに弟リチャード・モンテスキュー・ベリューが合同法廃止支持を公約して当選した。
1834年12月の補欠選挙で再び立候補して当選したが、その5日後に議会が解散され、ベリューは続く1835年イギリス総選挙で再選した。1837年イギリス総選挙をもって退任した。
1838年1月17日、アイルランド枢密院の枢密顧問官に任命された。1839年にアイルランド国民教育委員会（Commission of National Education）の委員に任命され、1866年に死去するまで務めた。1859年にはカトリックの多くが委員を辞任したが、ベリューは留任している。1844年12月、アイルランド寄付遺贈委員会の委員（Commissioners of Charitable Donations and Bequests for Ireland）に任命された。
1848年7月10日、アイルランド貴族であるラウス県におけるバーミーズのベリュー男爵に叙された。その後、1856年7月8日にアイルランド貴族代表議員選挙における投票権を認められた。
1866年12月10日にバーミーズで死去、息子エドワード・ジョセフが爵位を継承した。

## 家族
1829年1月19日、アンナ・フェルミナ・デ・メンドーサ・イ・リオス（Anna Fermina de Mendoza y Rios、1857年8月2日没、ホセ・マリア・デ・メンドーサ・イ・リオスの娘）と結婚、1男4女をもうけた。
- エドワード・ジョセフ（1830年6月3日 – 1895年7月28日） - 第2代ベリュー男爵[3]
- フランシス・メアリー（1832年[9] – 1911年2月1日） - 1865年5月27日、ジョン・ウールモア・スミス（John Woolmore Smith、1903年9月15日没）と結婚、子供あり[8]
- アナベラ・メアリー（1833年[9] – 1923年2月19日） - 1857年6月18日、コンヤーズ・タワー（Conyers Tower、1903年3月1日没）と結婚、子供なし[8]
- イスメイ・ルイーザ・アーシュラ（Ismay Louisa Ursula、1834年[9] – 1875年8月19日） - 1861年1月8日、第14代ゴーマンストン子爵ジェニコー・プレストン（英語版）（1907年10月29日没）と結婚、子供なし[8]
- ファーミナ・マリア・マグダレーナ（Fermina Maria Magdalena、1835年[9] – 1932年2月29日） - 1862年5月7日、エヴェラード・ストートン閣下（Hon. Everard Stourton、1869年2月20日没、第19代ストートン男爵チャールズ・ストートン（英語版）の息子）と結婚、子供あり[8]